# Эконда
Эконда — посёлок на территории Эвенкийского района Красноярского края.
Образует сельское поселение посёлок Эконда как единственный населённый пункт в его составе. Входит в Илимпийскую группу поселений.
До 2002 года согласно Закону об административно-территориальном устройстве Эвенкийского автономного округа — село.

## История
Прежнее название посёлка Некэнгдэ (эвенк. Не̄кэӈдэ), что на языке эвенков значило «Окунёвое место/Окуневый (о реке или озере, богатых окунями». Поселок Эконда расположен на реке Вилюй недалеко от границы с Якутией. Он основан в 1947 г.

## Инфраструктура
В поселке имеются начальная школа-детский сад, библиотека, дом культуры, фельдшерско-акушерский пункт. Жители занимаются охотой на пушного зверя и рыбалкой.
30 августа 2018 года состоялась торжественная церемония открытия нового здания Экондинской начальной школы.
1 января 2020 года начальная школа и детский сад были объединены в одно муниципальное казённое образовательное учреждение.
С 8 сентября 2023 года Экондинская начальная школа-детский сад стала филиалом МКОУ Туринская средняя школа имени Алитета Николаевича Немтушкина.
В ночь с 6 на 7 февраля 2021 года в Эконде произошёл крупный пожар — в сельском Доме культуры. Здание, построенное в 2017 году, сгорело полностью.

## География
Климат посёлка континентальный, умеренный. Эконда располагается на берегу реки Вилюй и удалена от Туры на 200 км к северо-востоку. В посёлке живёт 273 человека, и почти все из них эвенки.

## Население
| 2010 | 2012 | 2013 | 2014 | 2015 | 2016 | 2017 |
| ---- | ---- | ---- | ---- | ---- | ---- | ---- |
| 291  | ↘283 | →283 | ↘273 | →273 | ↘264 | ↗265 |
| 2018 | 2019 | 2020 | 2021 |      |      |      |
| ↗266 | ↗275 | ↗288 | ↗317 |      |      |      |

## Местное самоуправление
Экондский поселковый Совет депутатов
Дата избрания: 10.09.2023. Срок полномочий: 5 лет. Председатель Совета Удыгир Надежда Юрьевна.
| Фракция       | Кол-во депутатов |
| ------------- | ---------------- |
| Единая Россия | 7                |

Глава посёлка
- Удыгир Надежда Юрьевна. Дата избрания: 16.02.2025. Срок полномочий пять лет.

Руководители посёлка
- Удыгир Иосиф Трофимович, глава в 2001—2003 гг.
- Фёдорова Виктория Петровна (1955—2021), глава в 2003—2007 гг.
- Удыгир Александра Анатольевна, глава в 2007—2011 гг.
- Удыгир Борис Эдгарович, глава в 2011—2014 гг.
- Удыгир Галина Петровна (1963—2024), врио главы в 2003 году, глава в 2014—2024 гг.